# Trường An, thành phố Vĩnh Long
Trường An là một phường cũ thuộc thành phố Vĩnh Long, tỉnh Vĩnh Long, Việt Nam.

## Địa lý
Trường An là một trong bốn phường vùng ven của thành phố Vĩnh Long, có vị trí địa lý:
- Phía đông giáp phường 9
- Phía tây giáp phường Tân Ngãi
- Phía nam giáp xã Tân Hạnh, huyện Long Hồ
- Phía bắc giáp xã An Bình, huyện Long Hồ.

Phường Trường An có diện tích 5,54 km², dân số năm 2019 là 7.635 người, mật độ dân số đạt 1.378 người/km².
Trên địa bàn phường có Quốc lộ 1 đi ngang qua và nằm tiếp giáp với sông Cổ Chiên, sông Cái Cam - thuận lợi cho việc đi lại giao lưu mua bán và trao đổi hàng hóa có quy mô lớn.

## Lịch sử
Địa bàn phường Trường An hiện nay trước đây là một phần xã Tân Ngãi thuộc huyện Châu Thành Tây.
Ngày 11 tháng 3 năm 1977, giải thể huyện Châu Thành Tây, xã Tân Ngãi được sáp nhập vào thị xã Vĩnh Long (nay là thành phố Vĩnh Long).
Ngày 9 tháng 8 năm 1994, thành lập xã Trường An trên cơ sở một phần diện tích và dân số của xã Tân Ngãi.
Ngày 10 tháng 1 năm 2020, Ủy ban Thường vụ Quốc hội ban hành Nghị quyết số 860/NQ-UBTVQH14 về việc sắp xếp các đơn vị hành chính cấp xã thuộc tỉnh Vĩnh Long (nghị quyết có hiệu lực từ ngày 1 tháng 2 năm 2020). Theo đó, thành lập phường Trường An trên cơ sở toàn bộ 5,54 km² diện tích tự nhiên và 7.635 người của xã Trường An.

## Hành chính
Phường Trường An được chia thành 4 khóm: Tân Quới Đông, Tân Quới Hưng, Tân Quới Tây, Tân Vĩnh.